# Tro Bro Leon 2025
La 41e édition du Tro Bro Leon a lieu le 11 mai 2025. Cette course cycliste d'un jour fait partie du calendrier UCI ProSeries 2025 en catégorie 1.Pro (deuxième niveau mondial).
Cette course est aussi inscrite au calendrier de la Coupe de France en tant que 12e manche de l'édition 2025.
Pour la première fois, quatre courses professionnelles bretonnes sont organisées quatre jours de suite pendant un même week-end dans le Finistère et le Morbihan, les Boucles de l'Aulne ayant lieu le jeudi 8 mai, puis le Tour du Finistère le vendredi, le Grand Prix du Morbihan le samedi et enfin le Tro Bro Leon le dimanche,.
L'épreuve est remportée par Bastien Tronchon (Décathlon AG2R La Mondiale), devant son coéquipier Pierre Gautherat et Valentin Madouas (Groupama-FDJ).

## Présentation

### Parcours
Cette édition s'étend sur 203,8 kilomètres entre Le Carpont Plouguin et Lannilis, dont une distance de 34,3 kilomètres parcourus sur des ribinoù, ces chemins de terre et secteurs empierrés caractéristiques de cette course du pays de Léon, répartis en 29 secteurs.
Après la traversée de plusieurs agglomérations du Nord-Finistère telles que Ploudalmézeau, Saint-Renan, Landerneau et Plouguerneau, la course entre dans la commune de Lannilis pour parcourir quelques boucles comportant notamment le ribin de Keradraon (aussi surnommé ribin de la ferme) dont le dernier passage se situe à 8 kilomètres de la ligne d'arrivée,.

### Équipes participantes
Vingt-deux équipes participent à cette édition du Tro Bro Leon : huit WorldTeams, dix ProTeams et quatre équipes continentales.
| WorldTeams (8)- Arkéa-B&B Hotels - Decathlon AG2R La Mondiale Team - Intermarché-Wanty - Groupama-FDJ - XDS Astana Team - Bahrain-Victorious - Cofidis - Movistar Team ProTeams (10)- Israel-Premier Tech - Lotto - Uno-X Mobility - Team TotalEnergies - Tudor Pro Cycling Team - Unibet Tietema Rockets - Burgos-Burpellet-BH - Wagner Bazin WB - Equipo Kern Pharma - Euskaltel-Euskadi Équipes continentales (4)- Saint Michel-Preference Home-Auber 93 - CIC U Nantes - Van Rysel-Roubaix - Nice Métropole Côte d'Azur |
| |

### Principaux coureurs présents
Gagnant de l'édition précédente, Arnaud De Lie ne participe pas à cette édition du Tro Bro Leon. Cependant, en raison du calendrier inédit des courses professionnelles bretonnes, l'épreuve nord-finistérienne bénéficie cette année de la présence d'un plateau plus relevé que d'habitude.
Médaillé olympique en 2024, le Finistérien Valentin Madouas (Groupama-FDJ) est aligné pour la première fois au départ de cette édition. Parmi les coureurs aux chances de victoires les plus intéressantes, on peut notamment citer le champion d'Italie Alberto Bettiol (XDS Astana), Biniam Girmay (Intermarché-Wanty), triple vainqueur d'étapes sur le dernier Tour de France, Matej Mohorič (Bahrain Victorious) ou Hugo Hofstetter (Israël-Premier Tech), vainqueur de l'épreuve en 2022.

### Diffusion
France Télévisions (sur sa plateforme numérique et son antenne locale France 3 Bretagne) et Eurosport diffusent l'épreuve.

## Classements

### Classement final
| \| Classement général \| Classement général \| Classement général \| Classement général \| Classement général \| \| Coureur \| Coureur \| Pays \| Équipe \| Temps \| \| ------------------ \| ------------------ \| ------------------ \| ----------------------------------- \| ------------------ \| \| 1er \| Bastien Tronchon \| France \| Decathlon-AG2R La Mondiale \| 4 h 43 min 14 s \| \| 2e \| Pierre Gautherat \| France \| Decathlon-AG2R La Mondiale \| + 0 s \| \| 3e \| Valentin Madouas \| France \| Groupama-FDJ \| + 19 s \| \| 4e \| Anthony Turgis \| France \| Team TotalEnergies \| + 19 s \| \| 5e \| Fredrik Dversnes \| Norvège \| Uno-X Mobility \| + 32 s \| \| 6e \| Cees Bol \| Pays-Bas \| XDS Astana Team \| + 38 s \| \| 7e \| Rasmus Tiller \| Norvège \| Uno-X Mobility \| + 38 s \| \| 8e \| Fred Wright \| Royaume-Uni \| Bahrain Victorious \| + 38 s \| \| 9e \| Lucas Eriksson \| Suède \| Tudor Pro Cycling Team \| + 38 s \| \| 10e \| Kévin Vauquelin \| France \| Arkéa-B&B Hotels \| + 38 s \| \| 11e \| Vlad Van Mechelen \| Belgique \| Bahrain Victorious \| + 45 s \| \| 12e \| Florian Dauphin \| France \| Team TotalEnergies \| + 52 s \| \| 13e \| Lewis Askey \| Royaume-Uni \| Groupama-FDJ \| + 1 min 41 s \| \| 14e \| Hugo de la Calle \| Espagne \| Burgos-Burpellet-BH \| + 1 min 45 s \| \| 15e \| Jenthe Biermans \| Belgique \| Arkéa-B&B Hotels \| + 2 min 11 s \| \| 16e \| Matîs Louvel \| France \| Israel-Premier Tech \| + 2 min 11 s \| \| 17e \| Hartthijs de Vries \| Pays-Bas \| Unibet Tietema Rockets \| + 2 min 11 s \| \| 18e \| Søren Wærenskjold \| Norvège \| Uno-X Mobility \| + 2 min 21 s \| \| 19e \| Hugo Hofstetter \| France \| Israel-Premier Tech \| + 2 min 21 s \| \| 20e \| Jérémy Lecroq \| France \| St. Michel-Preference Home-Auber 93 \| + 2 min 21 s \| |                    |             |                                     |                 |
| |                    |             |                                     |                 |
| Source : ProCyclingStats |                    |             |                                     |                 |
| Classement général |                    |             |                                     |                 |
| Coureur | Coureur            | Pays        | Équipe                              | Temps           |
| 1er | Bastien Tronchon   | France      | Decathlon-AG2R La Mondiale          | 4 h 43 min 14 s |
| 2e | Pierre Gautherat   | France      | Decathlon-AG2R La Mondiale          | + 0 s           |
| 3e | Valentin Madouas   | France      | Groupama-FDJ                        | + 19 s          |
| 4e | Anthony Turgis     | France      | Team TotalEnergies                  | + 19 s          |
| 5e | Fredrik Dversnes   | Norvège     | Uno-X Mobility                      | + 32 s          |
| 6e | Cees Bol           | Pays-Bas    | XDS Astana Team                     | + 38 s          |
| 7e | Rasmus Tiller      | Norvège     | Uno-X Mobility                      | + 38 s          |
| 8e | Fred Wright        | Royaume-Uni | Bahrain Victorious                  | + 38 s          |
| 9e | Lucas Eriksson     | Suède       | Tudor Pro Cycling Team              | + 38 s          |
| 10e | Kévin Vauquelin    | France      | Arkéa-B&B Hotels                    | + 38 s          |
| 11e | Vlad Van Mechelen  | Belgique    | Bahrain Victorious                  | + 45 s          |
| 12e | Florian Dauphin    | France      | Team TotalEnergies                  | + 52 s          |
| 13e | Lewis Askey        | Royaume-Uni | Groupama-FDJ                        | + 1 min 41 s    |
| 14e | Hugo de la Calle   | Espagne     | Burgos-Burpellet-BH                 | + 1 min 45 s    |
| 15e | Jenthe Biermans    | Belgique    | Arkéa-B&B Hotels                    | + 2 min 11 s    |
| 16e | Matîs Louvel       | France      | Israel-Premier Tech                 | + 2 min 11 s    |
| 17e | Hartthijs de Vries | Pays-Bas    | Unibet Tietema Rockets              | + 2 min 11 s    |
| 18e | Søren Wærenskjold  | Norvège     | Uno-X Mobility                      | + 2 min 21 s    |
| 19e | Hugo Hofstetter    | France      | Israel-Premier Tech                 | + 2 min 21 s    |
| 20e | Jérémy Lecroq      | France      | St. Michel-Preference Home-Auber 93 | + 2 min 21 s    |

## Liste des participants
| Légende | Légende                                                                    | Légende | Légende                                                    |
| ------- | -------------------------------------------------------------------------- | ------- | ---------------------------------------------------------- |
| Num     | Dossard de départ porté par le coureur sur le Tro Bro Leon                 | Pos     | Position à l'arrivée de la course                          |
|         | Indique un maillot de champion national ou mondial, suivi de sa spécialité | NP      | Indique un coureur qui n'a pas pris le départ de la course |
| AB      | Indique un coureur qui n'a pas terminé la course                           | HD      | Indique un coureur qui a terminé la course hors des délais |
| DSQ     | Indique un coureur qui a été disqualifié de la course                      |         |                                                            |

| Arkéa-B&B Hotels ARK | Arkéa-B&B Hotels ARK    | Arkéa-B&B Hotels ARK |
| -------------------- | ----------------------- | -------------------- |
| Num                  | Coureur                 | Pos                  |
| 1                    | Clément Venturini (FRA) | 22e                  |
| 2                    | Jenthe Biermans (BEL)   | 15e                  |
| 3                    | Amaury Capiot (BEL)     | 78e                  |
| 4                    | Arnaud Démare (FRA)     | 46e                  |
| 5                    | Mathis Le Berre (FRA)   | 82e                  |
| 6                    | Florian Sénéchal (FRA)  | AB                   |
| 7                    | Kévin Vauquelin (FRA)   | 10e                  |

| Decathlon-AG2R La Mondiale DAT | Decathlon-AG2R La Mondiale DAT | Decathlon-AG2R La Mondiale DAT |
| ------------------------------ | ------------------------------ | ------------------------------ |
| Num                            | Coureur                        | Pos                            |
| 11                             | Pierre Gautherat (FRA)         | 2e                             |
| 12                             | Sander De Pestel (BEL)         | 73e                            |
| 13                             | Jordan Labrosse (FRA)          | AB                             |
| 14                             | Antoine L'Hote (FRA)           | AB                             |
| 15                             | Rasmus Søjberg (DEN) (route)   | 47e                            |
| 16                             | Aubin Sparfel (FRA)            | AB                             |
| 17                             | Bastien Tronchon (FRA)         | 1er                            |

| Intermarché-Wanty IWA | Intermarché-Wanty IWA  | Intermarché-Wanty IWA |
| --------------------- | ---------------------- | --------------------- |
| Num                   | Coureur                | Pos                   |
| 21                    | Biniam Girmay (ERI)    | 63e                   |
| 22                    | Huub Artz (NED)        | AB                    |
| 23                    | William Graff (BEL)    | 67e                   |
| 24                    | Arne Marit (BEL)       | AB                    |
| 25                    | Adrien Petit (FRA)     | AB                    |
| 26                    | Laurenz Rex (BEL)      | 64e                   |
| 27                    | Georg Zimmermann (GER) | 52e                   |

| Groupama-FDJ GFC | Groupama-FDJ GFC       | Groupama-FDJ GFC |
| ---------------- | ---------------------- | ---------------- |
| Num              | Coureur                | Pos              |
| 31               | Valentin Madouas (FRA) | 3e               |
| 32               | Lewis Askey (GBR)      | 13e              |
| 33               | Olivier Le Gac (FRA)   | 33e              |
| 34               | Eddy Le Huitouze (FRA) | 30e              |
| 35               | Rudy Molard (FRA)      | AB               |
| 36               | Brieuc Rolland (FRA)   | AB               |
| 37               | Clément Russo (FRA)    | AB               |

| XDS Astana Team XAT | XDS Astana Team XAT           | XDS Astana Team XAT |
| ------------------- | ----------------------------- | ------------------- |
| Num                 | Coureur                       | Pos                 |
| 41                  | Alberto Bettiol (ITA) (route) | 38e                 |
| 42                  | Cees Bol (NED)                | 6e                  |
| 43                  | Yevgeniy Fedorov (KAZ)        | 54e                 |
| 44                  | Aaron Gate (NZL)              | 44e                 |
| 45                  | Michele Gazzoli (ITA)         | AB                  |
| 46                  | Alessandro Romele (ITA)       | 35e                 |
| 47                  | Mike Teunissen (NED)          | 23e                 |

| Bahrain Victorious TBV | Bahrain Victorious TBV    | Bahrain Victorious TBV |
| ---------------------- | ------------------------- | ---------------------- |
| Num                    | Coureur                   | Pos                    |
| 51                     | Matej Mohorič (SLO)       | 70e                    |
| 52                     | Phil Bauhaus (GER)        | AB                     |
| 53                     | Alberto Bruttomesso (ITA) | 80e                    |
| 54                     | Sergio Tu (TPE)           | AB                     |
| 55                     | Max van der Meulen (NED)  | AB                     |
| 56                     | Vlad Van Mechelen (BEL)   | 11e                    |
| 57                     | Fred Wright (GBR)         | 8e                     |

| Israel-Premier Tech IPT | Israel-Premier Tech IPT  | Israel-Premier Tech IPT |
| ----------------------- | ------------------------ | ----------------------- |
| Num                     | Coureur                  | Pos                     |
| 61                      | Hugo Hofstetter (FRA)    | 19e                     |
| 62                      | Oded Kogut (ISR) (route) | 79e                     |
| 63                      | Matîs Louvel (FRA)       | 16e                     |
| 64                      | Riley Pickrell (CAN)     | 87e                     |
| 65                      | Nadav Raisberg (ISR)     | AB                      |
| 66                      | Riley Sheehan (USA)      | AB                      |
| 67                      | Tom Van Asbroeck (BEL)   | 21e                     |

| Cofidis COF | Cofidis COF                 | Cofidis COF |
| ----------- | --------------------------- | ----------- |
| Num         | Coureur                     | Pos         |
| 71          | Alex Aranburu (ESP) (route) | AB          |
| 72          | Aimé De Gendt (BEL)         | 66e         |
| 73          | Clément Izquierdo (FRA)     | AB          |
| 74          | Oliver Knight (GBR)         | AB          |
| 75          | Sam Maisonobe (FRA)         | 53e         |
| 76          | Alexis Renard (FRA)         | 41e         |
| 77          | Damien Touzé (FRA)          | AB          |

| Movistar Team MOV | Movistar Team MOV         | Movistar Team MOV |
| ----------------- | ------------------------- | ----------------- |
| Num               | Coureur                   | Pos               |
| 81                | Iván García Cortina (ESP) | AB                |
| 82                | Carlos Canal (ESP)        | 27e               |
| 83                | Ruben Guerreiro (POR)     | AB                |
| 84                | Manlio Moro (ITA)         | AB                |
| 85                | Mathias Norsgaard (DEN)   | 34e               |
| 86                | Diego Pescador (COL)      | 51e               |
| 87                | Gonzalo Serrano (ESP)     | 39e               |

| Lotto LOT | Lotto LOT                 | Lotto LOT |
| --------- | ------------------------- | --------- |
| Num       | Coureur                   | Pos       |
| 91        | Alec Segaert (BEL)        | 62e       |
| 92        | Cédric Beullens (BEL)     | AB        |
| 93        | Sébastien Grignard (BEL)  | 65e       |
| 94        | Matys Grisel (FRA)        | 40e       |
| 95        | Milan Menten (BEL)        | 48e       |
| 96        | Victor Van de Putte (BEL) | AB        |
| 97        | Brent Van Moer (BEL)      | 36e       |

| Uno-X Mobility UXM | Uno-X Mobility UXM          | Uno-X Mobility UXM |
| ------------------ | --------------------------- | ------------------ |
| Num                | Coureur                     | Pos                |
| 101                | Jonas Abrahamsen (NOR)      | AB                 |
| 102                | Carl-Frederik Bévort (DEN)  | 84e                |
| 103                | Fredrik Dversnes (NOR)      | 5e                 |
| 104                | William Blume Levy (DEN)    | 43e                |
| 105                | Erik Nordsæter Resell (NOR) | 55e                |
| 106                | Rasmus Tiller (NOR)         | 7e                 |
| 107                | Søren Wærenskjold (NOR)     | 18e                |

| Team TotalEnergies TEN | Team TotalEnergies TEN  | Team TotalEnergies TEN |
| ---------------------- | ----------------------- | ---------------------- |
| Num                    | Coureur                 | Pos                    |
| 111                    | Anthony Turgis (FRA)    | 4e                     |
| 112                    | Alexys Brunel (FRA)     | 68e                    |
| 113                    | Florian Dauphin (FRA)   | 12e                    |
| 114                    | Sandy Dujardin (FRA)    | 29e                    |
| 115                    | Thomas Gachignard (FRA) | AB                     |
| 116                    | Geoffrey Soupe (FRA)    | AB                     |
| 117                    | Baptiste Vadic (FRA)    | 76e                    |

| Tudor Pro Cycling Team TUD | Tudor Pro Cycling Team TUD | Tudor Pro Cycling Team TUD |
| -------------------------- | -------------------------- | -------------------------- |
| Num                        | Coureur                    | Pos                        |
| 121                        | Lucas Eriksson (SWE)       | 9e                         |
| 122                        | Robin Froidevaux (SUI)     | 26e                        |
| 123                        | Miká Heming (GER)          | AB                         |
| 124                        | Petr Kelemen (CZE)         | AB                         |
| 125                        | Fabian Lienhard (SUI)      | 32e                        |
| 126                        | Aivaras Mikutis (LTU)      | AB                         |
| 127                        | Juan David Sierra (ITA)    | AB                         |

| Unibet Tietema Rockets RKT | Unibet Tietema Rockets RKT | Unibet Tietema Rockets RKT |
| -------------------------- | -------------------------- | -------------------------- |
| Num                        | Coureur                    | Pos                        |
| 131                        | Lukáš Kubiš (SVK) (route)  | 25e                        |
| 132                        | Hartthijs de Vries (NED)   | 17e                        |
| 133                        | Lander Loockx (BEL)        | 37e                        |
| 134                        | Sergio Meris (ITA)         | 72e                        |
| 135                        | Andreas Stokbro (DEN)      | 83e                        |
| 136                        | Adam Ťoupalík (CZE)        | 58e                        |

| Burgos-Burpellet-BH BBH | Burgos-Burpellet-BH BBH | Burgos-Burpellet-BH BBH |
| ----------------------- | ----------------------- | ----------------------- |
| Num                     | Coureur                 | Pos                     |
| 141                     | Clément Alleno (FRA)    | AB                      |
| 142                     | Rodrigo Álvarez (ESP)   | 75e                     |
| 143                     | Antonio Angulo (ESP)    | 60e                     |
| 144                     | Daniel Cavia (ESP)      | 86e                     |
| 145                     | Hugo de la Calle (ESP)  | 14e                     |
| 146                     | Ángel Fuentes (ESP)     | AB                      |
| 147                     | George Jackson (NZL)    | AB                      |

| Wagner Bazin WB WB2 | Wagner Bazin WB WB2                | Wagner Bazin WB WB2 |
| ------------------- | ---------------------------------- | ------------------- |
| Num                 | Coureur                            | Pos                 |
| 151                 | Quentin Bezza (FRA)                | AB                  |
| 152                 | Luca De Meester (BEL)              | AB                  |
| 153                 | Cériel Desal (BEL)                 | AB                  |
| 154                 | Floris De Tier (BEL)               | 42e                 |
| 155                 | Michiel Lambrecht (BEL)            | AB                  |
| 156                 | Henri-François Renard-Haquin (FRA) | AB                  |
| 157                 | Leander Van Hautegem (BEL)         | 74e                 |

| St. Michel-Preference Home-Auber 93 AUB | St. Michel-Preference Home-Auber 93 AUB | St. Michel-Preference Home-Auber 93 AUB |
| --------------------------------------- | --------------------------------------- | --------------------------------------- |
| Num                                     | Coureur                                 | Pos                                     |
| 161                                     | Morne van Niekerk (RSA)                 | 31e                                     |
| 162                                     | Nicolas Breuillard (FRA)                | AB                                      |
| 163                                     | Dillon Corkery (IRL)                    | 56e                                     |
| 164                                     | Jérémy Lecroq (FRA)                     | 20e                                     |
| 165                                     | Alan Riou (FRA)                         | 45e                                     |
| 166                                     | Yohann Simon (FRA)                      | AB                                      |

| Equipo Kern Pharma EKP | Equipo Kern Pharma EKP   | Equipo Kern Pharma EKP |
| ---------------------- | ------------------------ | ---------------------- |
| Num                    | Coureur                  | Pos                    |
| 171                    | Francisco Galván (ESP)   | AB                     |
| 172                    | Iñigo Elosegui (ESP)     | AB                     |
| 173                    | Haimar Etxeberria (ESP)  | AB                     |
| 174                    | Nil Gimeno (ESP)         | AB                     |
| 175                    | Pau Miquel (ESP)         | 24e                    |
| 176                    | Mikel Retegi (ESP)       | AB                     |
| 177                    | Antonio Jesús Soto (ESP) | AB                     |

| CIC U Nantes UCN | CIC U Nantes UCN        | CIC U Nantes UCN |
| ---------------- | ----------------------- | ---------------- |
| Num              | Coureur                 | Pos              |
| 181              | Ronan Augé (FRA)        | 57e              |
| 182              | Corentin Devroute (FRA) | AB               |
| 183              | Similien Hamon (FRA)    | AB               |
| 184              | Antoine Hue (FRA)       | 49e              |
| 185              | Yaël Joalland (FRA)     | 77e              |
| 186              | Lenaïc Langella (FRA)   | AB               |
| 187              | Axel Mariault (FRA)     | AB               |

| Euskaltel-Euskadi EUS | Euskaltel-Euskadi EUS          | Euskaltel-Euskadi EUS |
| --------------------- | ------------------------------ | --------------------- |
| Num                   | Coureur                        | Pos                   |
| 191                   | Paul Hennequin (FRA)           | AB                    |
| 192                   | Nicolás Alustiza (ESP)         | AB                    |
| 193                   | Xabier Berasategi (ESP)        | AB                    |
| 194                   | Iker Bonillo (ESP)             | 69e                   |
| 195                   | Xabier Isasa (ESP)             | AB                    |
| 196                   | Andoni López de Abetxuko (ESP) | AB                    |
| 197                   | Danny van der Tuuk (POL)       | 61e                   |

| Van Rysel-Roubaix VRR | Van Rysel-Roubaix VRR     | Van Rysel-Roubaix VRR |
| --------------------- | ------------------------- | --------------------- |
| Num                   | Coureur                   | Pos                   |
| 201                   | Baptiste Planckaert (BEL) | AB                    |
| 202                   | Rait Ärm (EST)            | AB                    |
| 203                   | Daniel Årnes (NOR)        | 71e                   |
| 204                   | Rémi Capron (FRA)         | 50e                   |
| 205                   | Maximilien Juillard (FRA) | AB                    |
| 206                   | Emmanuel Morin (FRA)      | 28e                   |
| 207                   | Killian Théot (FRA)       | 59e                   |

| Nice Métropole Côte d'Azur NMC | Nice Métropole Côte d'Azur NMC | Nice Métropole Côte d'Azur NMC |
| ------------------------------ | ------------------------------ | ------------------------------ |
| Num                            | Coureur                        | Pos                            |
| 211                            | Alexander Konijn (NED)         | 85e                            |
| 212                            | Andrei Carbunarea (ROU)        | AB                             |
| 213                            | Carter Guichard (AUS)          | AB                             |
| 214                            | Jaakko Hänninen (FIN) (route)  | AB                             |
| 215                            | Noah Knecht (FRA)              | AB                             |
| 216                            | Dylan Massa (FRA)              | AB                             |
| 217                            | Axel Narbonne-Zuccarelli (FRA) | 81e                            |

| Arkéa-B&B Hotels ARK | Arkéa-B&B Hotels ARK    | Arkéa-B&B Hotels ARK |
| -------------------- | ----------------------- | -------------------- |
| Num                  | Coureur                 | Pos                  |
| 1                    | Clément Venturini (FRA) | 22e                  |
| 2                    | Jenthe Biermans (BEL)   | 15e                  |
| 3                    | Amaury Capiot (BEL)     | 78e                  |
| 4                    | Arnaud Démare (FRA)     | 46e                  |
| 5                    | Mathis Le Berre (FRA)   | 82e                  |
| 6                    | Florian Sénéchal (FRA)  | AB                   |
| 7                    | Kévin Vauquelin (FRA)   | 10e                  |

| Decathlon-AG2R La Mondiale DAT | Decathlon-AG2R La Mondiale DAT | Decathlon-AG2R La Mondiale DAT |
| ------------------------------ | ------------------------------ | ------------------------------ |
| Num                            | Coureur                        | Pos                            |
| 11                             | Pierre Gautherat (FRA)         | 2e                             |
| 12                             | Sander De Pestel (BEL)         | 73e                            |
| 13                             | Jordan Labrosse (FRA)          | AB                             |
| 14                             | Antoine L'Hote (FRA)           | AB                             |
| 15                             | Rasmus Søjberg (DEN) (route)   | 47e                            |
| 16                             | Aubin Sparfel (FRA)            | AB                             |
| 17                             | Bastien Tronchon (FRA)         | 1er                            |

| Intermarché-Wanty IWA | Intermarché-Wanty IWA  | Intermarché-Wanty IWA |
| --------------------- | ---------------------- | --------------------- |
| Num                   | Coureur                | Pos                   |
| 21                    | Biniam Girmay (ERI)    | 63e                   |
| 22                    | Huub Artz (NED)        | AB                    |
| 23                    | William Graff (BEL)    | 67e                   |
| 24                    | Arne Marit (BEL)       | AB                    |
| 25                    | Adrien Petit (FRA)     | AB                    |
| 26                    | Laurenz Rex (BEL)      | 64e                   |
| 27                    | Georg Zimmermann (GER) | 52e                   |

| Groupama-FDJ GFC | Groupama-FDJ GFC       | Groupama-FDJ GFC |
| ---------------- | ---------------------- | ---------------- |
| Num              | Coureur                | Pos              |
| 31               | Valentin Madouas (FRA) | 3e               |
| 32               | Lewis Askey (GBR)      | 13e              |
| 33               | Olivier Le Gac (FRA)   | 33e              |
| 34               | Eddy Le Huitouze (FRA) | 30e              |
| 35               | Rudy Molard (FRA)      | AB               |
| 36               | Brieuc Rolland (FRA)   | AB               |
| 37               | Clément Russo (FRA)    | AB               |

| XDS Astana Team XAT | XDS Astana Team XAT           | XDS Astana Team XAT |
| ------------------- | ----------------------------- | ------------------- |
| Num                 | Coureur                       | Pos                 |
| 41                  | Alberto Bettiol (ITA) (route) | 38e                 |
| 42                  | Cees Bol (NED)                | 6e                  |
| 43                  | Yevgeniy Fedorov (KAZ)        | 54e                 |
| 44                  | Aaron Gate (NZL)              | 44e                 |
| 45                  | Michele Gazzoli (ITA)         | AB                  |
| 46                  | Alessandro Romele (ITA)       | 35e                 |
| 47                  | Mike Teunissen (NED)          | 23e                 |

| Bahrain Victorious TBV | Bahrain Victorious TBV    | Bahrain Victorious TBV |
| ---------------------- | ------------------------- | ---------------------- |
| Num                    | Coureur                   | Pos                    |
| 51                     | Matej Mohorič (SLO)       | 70e                    |
| 52                     | Phil Bauhaus (GER)        | AB                     |
| 53                     | Alberto Bruttomesso (ITA) | 80e                    |
| 54                     | Sergio Tu (TPE)           | AB                     |
| 55                     | Max van der Meulen (NED)  | AB                     |
| 56                     | Vlad Van Mechelen (BEL)   | 11e                    |
| 57                     | Fred Wright (GBR)         | 8e                     |

| Israel-Premier Tech IPT | Israel-Premier Tech IPT  | Israel-Premier Tech IPT |
| ----------------------- | ------------------------ | ----------------------- |
| Num                     | Coureur                  | Pos                     |
| 61                      | Hugo Hofstetter (FRA)    | 19e                     |
| 62                      | Oded Kogut (ISR) (route) | 79e                     |
| 63                      | Matîs Louvel (FRA)       | 16e                     |
| 64                      | Riley Pickrell (CAN)     | 87e                     |
| 65                      | Nadav Raisberg (ISR)     | AB                      |
| 66                      | Riley Sheehan (USA)      | AB                      |
| 67                      | Tom Van Asbroeck (BEL)   | 21e                     |

| Cofidis COF | Cofidis COF                 | Cofidis COF |
| ----------- | --------------------------- | ----------- |
| Num         | Coureur                     | Pos         |
| 71          | Alex Aranburu (ESP) (route) | AB          |
| 72          | Aimé De Gendt (BEL)         | 66e         |
| 73          | Clément Izquierdo (FRA)     | AB          |
| 74          | Oliver Knight (GBR)         | AB          |
| 75          | Sam Maisonobe (FRA)         | 53e         |
| 76          | Alexis Renard (FRA)         | 41e         |
| 77          | Damien Touzé (FRA)          | AB          |

| Movistar Team MOV | Movistar Team MOV         | Movistar Team MOV |
| ----------------- | ------------------------- | ----------------- |
| Num               | Coureur                   | Pos               |
| 81                | Iván García Cortina (ESP) | AB                |
| 82                | Carlos Canal (ESP)        | 27e               |
| 83                | Ruben Guerreiro (POR)     | AB                |
| 84                | Manlio Moro (ITA)         | AB                |
| 85                | Mathias Norsgaard (DEN)   | 34e               |
| 86                | Diego Pescador (COL)      | 51e               |
| 87                | Gonzalo Serrano (ESP)     | 39e               |

| Lotto LOT | Lotto LOT                 | Lotto LOT |
| --------- | ------------------------- | --------- |
| Num       | Coureur                   | Pos       |
| 91        | Alec Segaert (BEL)        | 62e       |
| 92        | Cédric Beullens (BEL)     | AB        |
| 93        | Sébastien Grignard (BEL)  | 65e       |
| 94        | Matys Grisel (FRA)        | 40e       |
| 95        | Milan Menten (BEL)        | 48e       |
| 96        | Victor Van de Putte (BEL) | AB        |
| 97        | Brent Van Moer (BEL)      | 36e       |

| Uno-X Mobility UXM | Uno-X Mobility UXM          | Uno-X Mobility UXM |
| ------------------ | --------------------------- | ------------------ |
| Num                | Coureur                     | Pos                |
| 101                | Jonas Abrahamsen (NOR)      | AB                 |
| 102                | Carl-Frederik Bévort (DEN)  | 84e                |
| 103                | Fredrik Dversnes (NOR)      | 5e                 |
| 104                | William Blume Levy (DEN)    | 43e                |
| 105                | Erik Nordsæter Resell (NOR) | 55e                |
| 106                | Rasmus Tiller (NOR)         | 7e                 |
| 107                | Søren Wærenskjold (NOR)     | 18e                |

| Team TotalEnergies TEN | Team TotalEnergies TEN  | Team TotalEnergies TEN |
| ---------------------- | ----------------------- | ---------------------- |
| Num                    | Coureur                 | Pos                    |
| 111                    | Anthony Turgis (FRA)    | 4e                     |
| 112                    | Alexys Brunel (FRA)     | 68e                    |
| 113                    | Florian Dauphin (FRA)   | 12e                    |
| 114                    | Sandy Dujardin (FRA)    | 29e                    |
| 115                    | Thomas Gachignard (FRA) | AB                     |
| 116                    | Geoffrey Soupe (FRA)    | AB                     |
| 117                    | Baptiste Vadic (FRA)    | 76e                    |

| Tudor Pro Cycling Team TUD | Tudor Pro Cycling Team TUD | Tudor Pro Cycling Team TUD |
| -------------------------- | -------------------------- | -------------------------- |
| Num                        | Coureur                    | Pos                        |
| 121                        | Lucas Eriksson (SWE)       | 9e                         |
| 122                        | Robin Froidevaux (SUI)     | 26e                        |
| 123                        | Miká Heming (GER)          | AB                         |
| 124                        | Petr Kelemen (CZE)         | AB                         |
| 125                        | Fabian Lienhard (SUI)      | 32e                        |
| 126                        | Aivaras Mikutis (LTU)      | AB                         |
| 127                        | Juan David Sierra (ITA)    | AB                         |

| Unibet Tietema Rockets RKT | Unibet Tietema Rockets RKT | Unibet Tietema Rockets RKT |
| -------------------------- | -------------------------- | -------------------------- |
| Num                        | Coureur                    | Pos                        |
| 131                        | Lukáš Kubiš (SVK) (route)  | 25e                        |
| 132                        | Hartthijs de Vries (NED)   | 17e                        |
| 133                        | Lander Loockx (BEL)        | 37e                        |
| 134                        | Sergio Meris (ITA)         | 72e                        |
| 135                        | Andreas Stokbro (DEN)      | 83e                        |
| 136                        | Adam Ťoupalík (CZE)        | 58e                        |

| Burgos-Burpellet-BH BBH | Burgos-Burpellet-BH BBH | Burgos-Burpellet-BH BBH |
| ----------------------- | ----------------------- | ----------------------- |
| Num                     | Coureur                 | Pos                     |
| 141                     | Clément Alleno (FRA)    | AB                      |
| 142                     | Rodrigo Álvarez (ESP)   | 75e                     |
| 143                     | Antonio Angulo (ESP)    | 60e                     |
| 144                     | Daniel Cavia (ESP)      | 86e                     |
| 145                     | Hugo de la Calle (ESP)  | 14e                     |
| 146                     | Ángel Fuentes (ESP)     | AB                      |
| 147                     | George Jackson (NZL)    | AB                      |

| Wagner Bazin WB WB2 | Wagner Bazin WB WB2                | Wagner Bazin WB WB2 |
| ------------------- | ---------------------------------- | ------------------- |
| Num                 | Coureur                            | Pos                 |
| 151                 | Quentin Bezza (FRA)                | AB                  |
| 152                 | Luca De Meester (BEL)              | AB                  |
| 153                 | Cériel Desal (BEL)                 | AB                  |
| 154                 | Floris De Tier (BEL)               | 42e                 |
| 155                 | Michiel Lambrecht (BEL)            | AB                  |
| 156                 | Henri-François Renard-Haquin (FRA) | AB                  |
| 157                 | Leander Van Hautegem (BEL)         | 74e                 |

| St. Michel-Preference Home-Auber 93 AUB | St. Michel-Preference Home-Auber 93 AUB | St. Michel-Preference Home-Auber 93 AUB |
| --------------------------------------- | --------------------------------------- | --------------------------------------- |
| Num                                     | Coureur                                 | Pos                                     |
| 161                                     | Morne van Niekerk (RSA)                 | 31e                                     |
| 162                                     | Nicolas Breuillard (FRA)                | AB                                      |
| 163                                     | Dillon Corkery (IRL)                    | 56e                                     |
| 164                                     | Jérémy Lecroq (FRA)                     | 20e                                     |
| 165                                     | Alan Riou (FRA)                         | 45e                                     |
| 166                                     | Yohann Simon (FRA)                      | AB                                      |

| Equipo Kern Pharma EKP | Equipo Kern Pharma EKP   | Equipo Kern Pharma EKP |
| ---------------------- | ------------------------ | ---------------------- |
| Num                    | Coureur                  | Pos                    |
| 171                    | Francisco Galván (ESP)   | AB                     |
| 172                    | Iñigo Elosegui (ESP)     | AB                     |
| 173                    | Haimar Etxeberria (ESP)  | AB                     |
| 174                    | Nil Gimeno (ESP)         | AB                     |
| 175                    | Pau Miquel (ESP)         | 24e                    |
| 176                    | Mikel Retegi (ESP)       | AB                     |
| 177                    | Antonio Jesús Soto (ESP) | AB                     |

| CIC U Nantes UCN | CIC U Nantes UCN        | CIC U Nantes UCN |
| ---------------- | ----------------------- | ---------------- |
| Num              | Coureur                 | Pos              |
| 181              | Ronan Augé (FRA)        | 57e              |
| 182              | Corentin Devroute (FRA) | AB               |
| 183              | Similien Hamon (FRA)    | AB               |
| 184              | Antoine Hue (FRA)       | 49e              |
| 185              | Yaël Joalland (FRA)     | 77e              |
| 186              | Lenaïc Langella (FRA)   | AB               |
| 187              | Axel Mariault (FRA)     | AB               |

| Euskaltel-Euskadi EUS | Euskaltel-Euskadi EUS          | Euskaltel-Euskadi EUS |
| --------------------- | ------------------------------ | --------------------- |
| Num                   | Coureur                        | Pos                   |
| 191                   | Paul Hennequin (FRA)           | AB                    |
| 192                   | Nicolás Alustiza (ESP)         | AB                    |
| 193                   | Xabier Berasategi (ESP)        | AB                    |
| 194                   | Iker Bonillo (ESP)             | 69e                   |
| 195                   | Xabier Isasa (ESP)             | AB                    |
| 196                   | Andoni López de Abetxuko (ESP) | AB                    |
| 197                   | Danny van der Tuuk (POL)       | 61e                   |

| Van Rysel-Roubaix VRR | Van Rysel-Roubaix VRR     | Van Rysel-Roubaix VRR |
| --------------------- | ------------------------- | --------------------- |
| Num                   | Coureur                   | Pos                   |
| 201                   | Baptiste Planckaert (BEL) | AB                    |
| 202                   | Rait Ärm (EST)            | AB                    |
| 203                   | Daniel Årnes (NOR)        | 71e                   |
| 204                   | Rémi Capron (FRA)         | 50e                   |
| 205                   | Maximilien Juillard (FRA) | AB                    |
| 206                   | Emmanuel Morin (FRA)      | 28e                   |
| 207                   | Killian Théot (FRA)       | 59e                   |

| Nice Métropole Côte d'Azur NMC | Nice Métropole Côte d'Azur NMC | Nice Métropole Côte d'Azur NMC |
| ------------------------------ | ------------------------------ | ------------------------------ |
| Num                            | Coureur                        | Pos                            |
| 211                            | Alexander Konijn (NED)         | 85e                            |
| 212                            | Andrei Carbunarea (ROU)        | AB                             |
| 213                            | Carter Guichard (AUS)          | AB                             |
| 214                            | Jaakko Hänninen (FIN) (route)  | AB                             |
| 215                            | Noah Knecht (FRA)              | AB                             |
| 216                            | Dylan Massa (FRA)              | AB                             |
| 217                            | Axel Narbonne-Zuccarelli (FRA) | 81e                            |